# ゲット・ダウン (ギルバート・オサリバンの曲)
「ゲット・ダウン」（Get Down）は、ギルバート・オサリバンが1973年に発表した楽曲。

## 概要
作詞・作曲はギルバート・オサリバン。
1973年9月発売のアルバム『I'm a Writer, Not a Fighter』の先行シングル。
歌詞の「Dog」は彼にまとわりつく彼女を「犬」に例えたものであり、「Get Down」は「おすわり」の意味で用いている。作詞したオサリバンはプロデューサーのゴードン・ミルズに指摘されるまで、アメリカで「Get Down」や「Dog」が性的あるいは侮蔑的なスラングとして用いられていることを知らずにいた。

## エピソード
- KC&ザ・サンシャイン・バンドの「Get Down Tonight（英語版）」は、同曲の歌詞に影響を受けて制作された[5]。※「Get Down」はスラングで用いている。

## タイアップ
- 1986年9月に日本のテレビアニメ『めぞん一刻』の第24話並びに同年10月公開の映画『Apartment Fantasy めぞん一刻』に使用された。

## カバー
- 弘田三枝子（1976年）アルバム『イエスタデイ・ワンス・モア』に収録。
- 角松敏生（1984年）シングル「GIRL IN THE BOX」B面、（1993年）アルバム『1981-1987』収録。
- パク・ジュンゴン（1993年）アルバム『Hey Joe』に収録[6]。
- Malibu Sneakers（2006年）タイトルは『Get Down Again』
- ノーキー・エドワーズ（1973年）アルバム『キング・オブ・ギター』に収録。